# Sinh vật phù du trong không khí

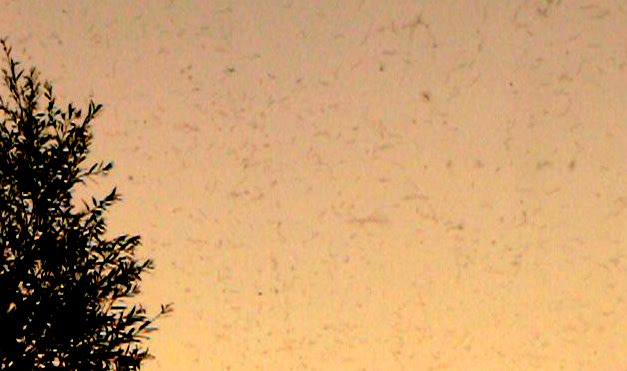
Chi tiết về sự hình thành của một đám mây aeroplankton dày đặc vào lúc hoàng hôn, trên sông Loire ở Pháp.

Aeroplankton (hay các sinh vật phù du trong không khí) là những dạng sống nhỏ bé trôi nổi và trôi dạt trong không khí, mang theo bởi các luồng gió; chúng là loài tiến hóa hội tụ trong khí quyển với sinh vật phù du trong đại dương.
Hầu hết các sinh vật phù du trong không khí có kích thước rất nhỏ đến siêu nhỏ, và nhiều người có thể khó xác định vì kích thước nhỏ bé của chúng. Các nhà khoa học có thể thu thập chúng để nghiên cứu trong bẫy và quét lưới từ máy bay, diều hoặc bóng bay.
Các sinh vật phù du bao gồm nhiều vi khuẩn, bao gồm virut, khoảng 1000 loài vi khuẩn khác nhau, khoảng 40.000 giống nấm và hàng trăm loài nguyên sinh, tảo, rêu và rêu tản. Chúng sống trong một phần của chu kỳ sống của chúng dưới dạng sinh vật phù du trong không khí, thường là bào tử, phấn hoa và hạt rải rác gió.
Một số lượng lớn động vật nhỏ, chủ yếu là động vật chân đốt (như côn trùng và nhện), cũng được đưa lên bầu khí quyển bằng dòng không khí và có thể được tìm thấy trôi nổi vài nghìn feet. Rệp, ví dụ, thường được tìm thấy ở những độ cao khác nhau.
Nhiều loài nhện cố tình sử dụng gió để tự đẩy mình. Con nhện sẽ tìm thấy một điểm thuận lợi (chẳng hạn như một nhánh, hàng rào hoặc bề mặt) và, hướng bụng của nó lên trên, đẩy các sợi tơ mịn từ các cơ quan nhả tơ của nó. Tại một số điểm, lực tác động bằng cách di chuyển không khí trên các sợi tơ đủ lớn để phóng con nhện lên không trung. Điều này được gọi là bay nổi. Những con nhện bay như vậy (ví dụ Linyphiidae) có khả năng trôi dạt cách xa nơi chúng bắt đầu. Sự linh hoạt của các đường kéo tơ của chúng có thể hỗ trợ khí động học cho chuyến bay của chúng, khiến những con nhện trôi dạt một khoảng cách khó đoán và đôi khi là dài.